# 土耳其航空278号班机空难
土耳其航空278号航班是土耳其航空使用波音737-4Y0客机运营的、自该国首都安卡拉埃森博阿国际机场飞往凡城费里特·梅伦国际机场的国内航班。该班机在1994年12月29日于凡城降落时，在最后进场中撞地坠毁。飞机上的7名机组人员中有5名死亡、2名重伤，69名乘客中有52人死亡。

## 航机与事故过程
本次事故中的航机属于波音737经典型，装有两台CFM56喷气发动机，于1992年9月25日首飞。由于天降大雪，当地能见度从900米骤降至300米。尽管凡城机场空中交通管制人员警告飞机不要在暴风雪中降落，但机组还是尝试在甚高频全向信标和测距仪的帮助下进场。当地时间15:30，本机于凡城省埃德雷米特海拔约1,700米处撞山，事发地点距离费里特·梅伦机场约4千米。
这起事故在当时是波音737客机死亡人数最多的事故。2007年元月的亚当航空574号班机空难导致102人死亡，刷新了这一纪录。

## 机组人员和乘客
该班机上载有7名机组人员和69名乘客，乘客中有两名婴儿。机上所有幸存者伤势严重。

## 附录

### 注解
1. ↑  土耳其在1985－2016年间于冬季使用欧洲东部时间（UTC+2），现全年使用远欧洲东部时间（英语：Further-eastern European Time）（UTC+3）。